# Sōji-ji
Sōji-ji (總持寺),  é um dos dois principas templos da escola Soto de Zen Budismo. O templo (Morooka-ji) foi fundado inicialmente em 740 em Noto. Em 1321 o templo de Morooka-ji foi doado a Keizan Zenji que o rebatizou de Soji-ji.
Totalmente destruído por um incêndio em 1898, foi reconstruído por vários anos e reabriu na sua localização atual em Tsurumi, Yokohama em 1911. O templo também foi grandemente danificado no terremoto de Noto em março de 2007.